# Nuoto ai Giochi della XXXIII Olimpiade - 1500 metri stile libero maschili
La gara di nuoto dei 1500 metri stile libero maschili dei Giochi della XXXIII Olimpiade di Parigi è stata disputata il 3 e il 4 agosto luglio 2024 presso il Olympic Aquatics Centre alla Paris La Défense Arena.

## Record
Prima della competizione il record del mondo e il record olimpico erano i seguenti:
|  | 14'31"02 | Sun Yang Cina | 4 agosto 2012 Londra, Regno Unito |
|  | 14'31"02 | Sun Yang Cina | 4 agosto 2012 Londra, Regno Unito |

Durante la competizione sono stati migliorati i seguenti record:
| Data          | Evento | Atleta       | Nazione     | Tempo    | Record |
| ------------- | ------ | ------------ | ----------- | -------- | ------ |
| 4 agosto 2024 | Finale | Robert Finke | Stati Uniti | 14'30"67 |        |
| 4 agosto 2024 | Finale | Robert Finke | Stati Uniti | 14'30"67 |        |

## Programma
| Data          | Ora (UTC+1) | Turno    |
| ------------- | ----------- | -------- |
| 3 agosto 2024 | 10:00       | Batterie |
| 4 agosto 2024 | 17:30       | Finale   |

## Risultati

### Batterie
I primi 8 si qualificano per la finale.
| Pos. | Batteria | Corsia | Atleta                | Nazionalità   | Tempo    | Note |
| ---- | -------- | ------ | --------------------- | ------------- | -------- | ---- |
| 1    | 3        | 4      | Daniel Wiffen         | Irlanda       | 14'40"34 | Q    |
| 2    | 3        | 3      | Gregorio Paltrinieri  | Italia        | 14'42"56 | Q    |
| 3    | 4        | 7      | Ahmed Jaouadi         | Tunisia       | 14'44"20 | Q    |
| 4    | 3        | 6      | David Aubry           | Francia       | 14'44"90 | Q    |
| 5    | 2        | 4      | Kuzey Tunçelli        | Turchia       | 14'45"27 | Q    |
| 6    | 4        | 4      | Robert Finke          | Stati Uniti   | 14'45"31 | Q    |
| 7    | 3        | 1      | Damien Joly           | Francia       | 14'45"22 | Q    |
| 8    | 4        | 2      | Dávid Betlehem        | Ungheria      | 14'45"59 | Q,   |
| 9    | 4        | 1      | Fei Liwei             | Cina          | 14'50"06 |      |
| 10   | 4        | 6      | Sven Schwarz          | Germania      | 14'51"97 |      |
| 11   | 3        | 8      | Zalán Sárkány         | Ungheria      | 14'52"42 |      |
| 12   | 3        | 7      | Luca de Tullio        | Italia        | 14'55"61 |      |
| 13   | 3        | 5      | Samuel Short          | Australia     | 14'58"15 |      |
| 14   | 4        | 5      | Florian Wellbrock     | Germania      | 15'01"88 |      |
| 15   | 3        | 2      | Daniel Jervis         | Gran Bretagna | 15'03"75 |      |
| 16   | 2        | 8      | Krzysztof Chmielewski | Polonia       | 15'04"99 |      |
| 17   | 2        | 2      | Victor Johansson      | Svezia        | 15'05"62 |      |
| 18   | 4        | 8      | David Johnston        | Stati Uniti   | 15'10"64 |      |
| 19   | 1        | 5      | Dimitrios Markos      | Grecia        | 15'11"19 |      |
| 20   | 2        | 6      | Henrik Christiansen   | Norvegia      | 15'14"11 |      |
| 21   | 1        | 4      | Nguyễn Huy Hoàng      | Vietnam       | 15'18"63 |      |
| 22   | 2        | 3      | Carlos Garach         | Spagna        | 15'20"84 |      |
| 23   | 2        | 1      | Emir Batur Albayrak   | Turchia       | 15'23"21 |      |
| 24   | 1        | 3      | Rodolfo Falcón Jr     | Cuba          | 16'00"31 |      |
| -    | 4        | 3      | Mychajlo Romančuk     | Ucraina       | dns      | dns  |
| -    | 2        | 5      | Marwan El-Kamash      | Egitto        | dns      | dns  |
| -    | 2        | 7      | Vlad Stancu           | Romania       | dns      | dns  |

### Finale
| Pos.    | Corsia | Atleta               | Nazionalità | Tempo    | Note |
| ------- | ------ | -------------------- | ----------- | -------- | ---- |
| Oro     | 7      | Robert Finke         | Stati Uniti | 14'30"67 |      |
| Argento | 5      | Gregorio Paltrinieri | Italia      | 14'34"55 |      |
| Bronzo  | 4      | Daniel Wiffen        | Irlanda     | 14'39"63 |      |
| 4       | 8      | Dávid Betlehem       | Ungheria    | 14'40"91 |      |
| 5       | 2      | Kuzey Tunçelli       | Turchia     | 14'41"22 |      |
| 6       | 3      | Ahmed Jaouadi        | Tunisia     | 14'43"35 |      |
| 7       | 6      | David Aubry          | Francia     | 14'44"66 |      |
| 8       | 1      | Damien Joly          | Francia     | 14'52"61 |      |